# Alabama (гурт)
Alabama — американський кантрі-гурт, заснований 1969 року в Алабамі.
Гурт було засновано в Алабамі 1969 року під назвою Young Country. Невдовзі вони змінили назву на Wild Country та 1973 року розпочали професійну кар'єру. 1977 року колектив отримав остаточну назву Alabama.
Наприкінці 1970-х років на лейблі LSI вийшли альбому Wild Country (1977) та Deuces Wild (1978). Першими успішними кантрі-синглами гурту були пісні «I Wanna Be With You Tonight» (на лейблі GRT Records), «My Home's In Alabama» (на MDJ Records). 1980 року гурт підписав контракт із RCA Records та став неймовірно успішним. П'ять їхніх альбомів, виданих протягом 1980-х років, стали платиновими, а сингли «Tennessee River», «Why Lady Why» та «Feels So Right» досягли верхівки кантрі-чартів. Альбом 40 Hour Week (1985) досягнув 10 місця в американському хіт-параді.
Станом на 1997 рік кількість синглів, що посіла перші місця в кантрі-чартах, сягнула 41-го. Показники продажів Alabama зробили його найбільшим кантрі-роковим гуртом США 1980-х та 1990-х років. 2005 року гурт було введено в Залу слави кантрі-музики.